# František Rous
František Rous (24. listopadu 1872 Žamberk – 26. července 1936 Praha) byl akademický sochař.

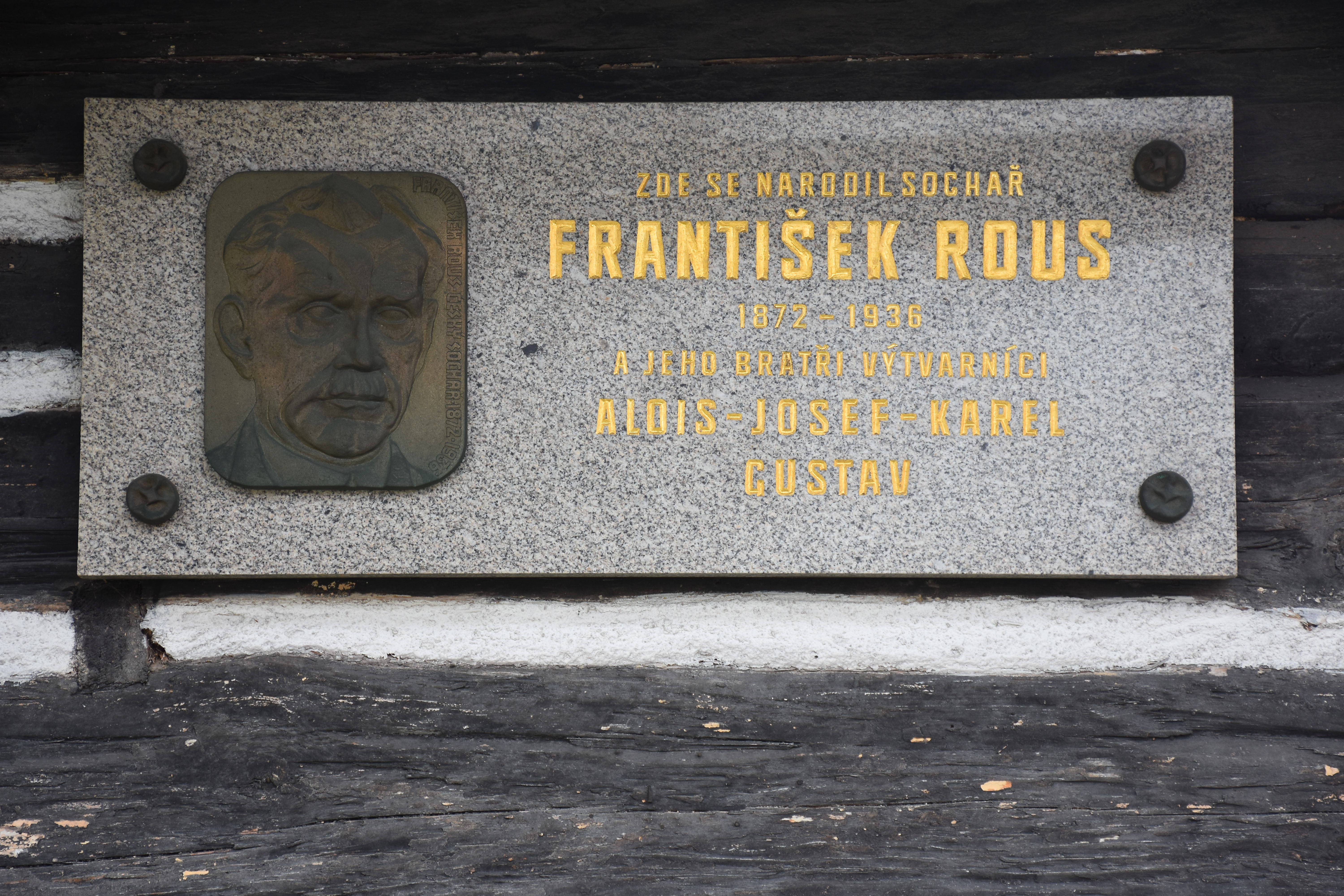
Pamětní deska na rodném domku Františka Rouse v Žamberku

## Život
Pocházel z rodiny žamberského řezbáře Františka Rouse.
Byl současníkem J. V. Myslbeka, Jana Štursy a dalších. Po požáru Národního divadla realizoval spolu s Emanuelem Halmanem a Ladislavem Šalounem Schnirchovo sousoší Trigy na budově Národního divadla v Praze, sousoší Kentaura a Nymfy v kašně na náměstí T. G. M. v Žamberku a Pomník obětem I. světové války v Žamberku.
V roce 1925 se oženil s akademickou malířkou Pavlou Vicenovou, vnučkou divadelníka Hynka Viceny.
Zemřel roku 1936 v Praze a pohřben byl v rodinné hrobce na Městském hřbitově v Ústí nad Orlicí.

## Dílo
- Kentaur a Nymfa v kašně na náměstí T. G. M. v Žamberku
- Spoluúčast na realizaci sousoší Trigy na Národním divadle v Praze.[4] (1901 – 1907)
- Účast v soutěži o pomník sv. Václava v Praze. (1896)
- Petr Parléř, bronzová busta pro Panteon Národního muzea v Praze, odstraněna roku 1951, (1899-1902)
- Tadeáš Hájek z Hájku, busta pro Panteon Národního muzea v Praze, odstraněna roku 1951, (1899-1902)[5]
- Benedikt Rejt (Ried) z Pístova (dříve zvaný Beneš z Loun, 1451 – 1534), bronzová busta je umístěna v Panteonu Národního muzea v Praze. (1898)
- Karel Kramář, busta, původně umístěná v Kramářově vile, sádra, nyní v Národním muzeu v Praze
- Alois Rašín, busta, patinovaná sádra, v Národním muzeu v Praze
- Jan Žižka, miniaturní skica k pomníku, bronz, v Národním muzeu v Praze
- Pomník obětem I. světové války, Žamberk
- Rodinná hrobka diplomata JUDr. Vojtěcha Mastného v Praze na Olšanských hřbitovech
- Hrobka rodiny Aloise Hrdličky v Praze na Olšanských hřbitovech[6]
- Kašna Halali na nádvoří zámku Slatiňany, slévárna Franta Anýž

## Napsali o něm
Když byl v Praze vypsán konkurs na pomník sv. Václava, pustil se Rous do práce a roku 1896 se zúčastnil soutěže. Výsledek byl překvapující a povzbuzující. Zatímco Myslbek dostal první a Schnirch druhou cenu, udělila porota Rousovu návrhu třetí cenu. Bylo to bezpochyby velké uznání a mladému umělci se otevřela cesta do Prahy, kde se vskutku následujícího roku natrvalo usadil. Od této chvíle byl považován za specialistu schopného řešit náročné pomníkové úkoly, zvláště jezdecké pomníky.
Jaromír Neumann, O účasti Fr. Rouse v konkurzu na pomník svatého Václava, 

## Galerie

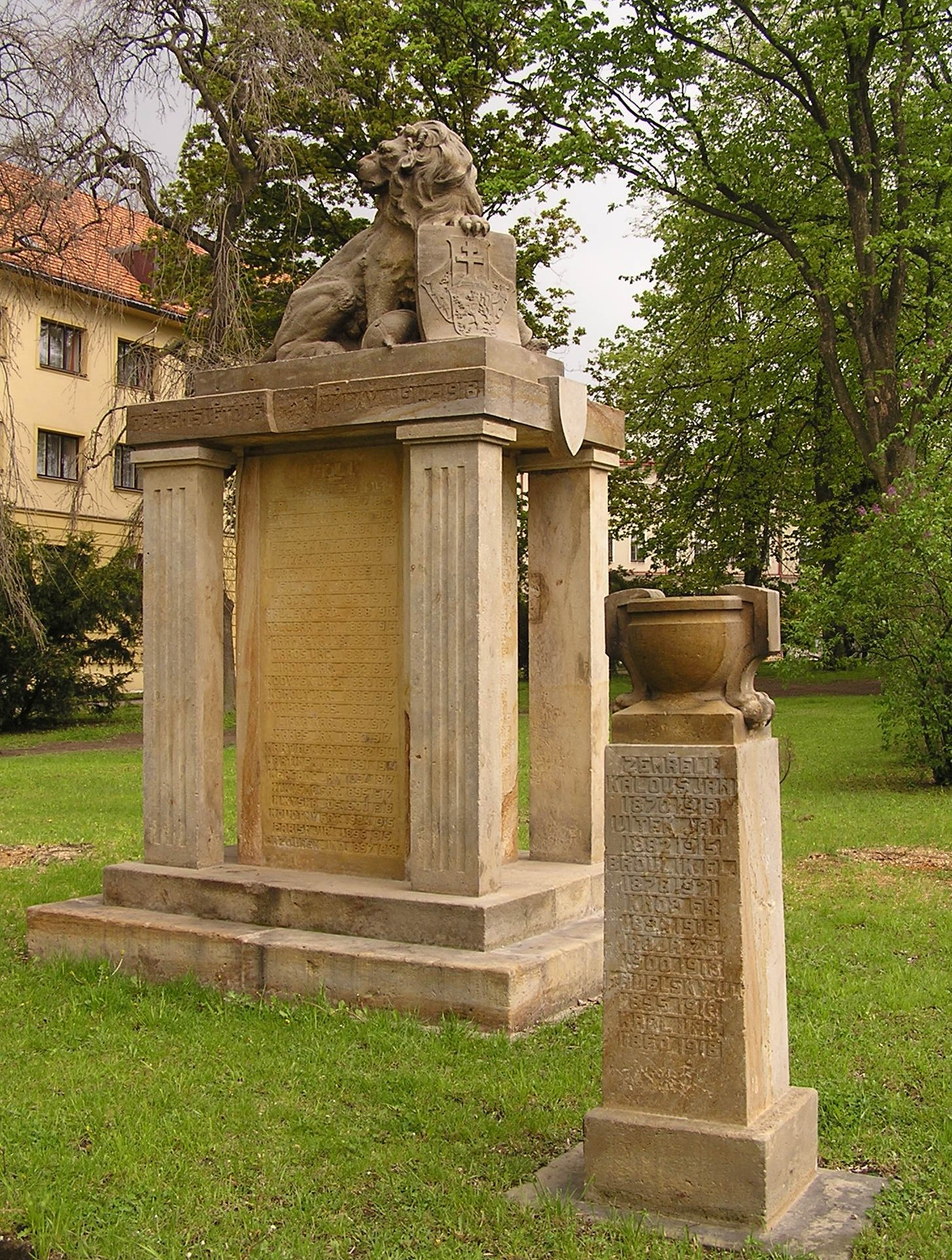
Pomník obětem I. světové války Žamberk
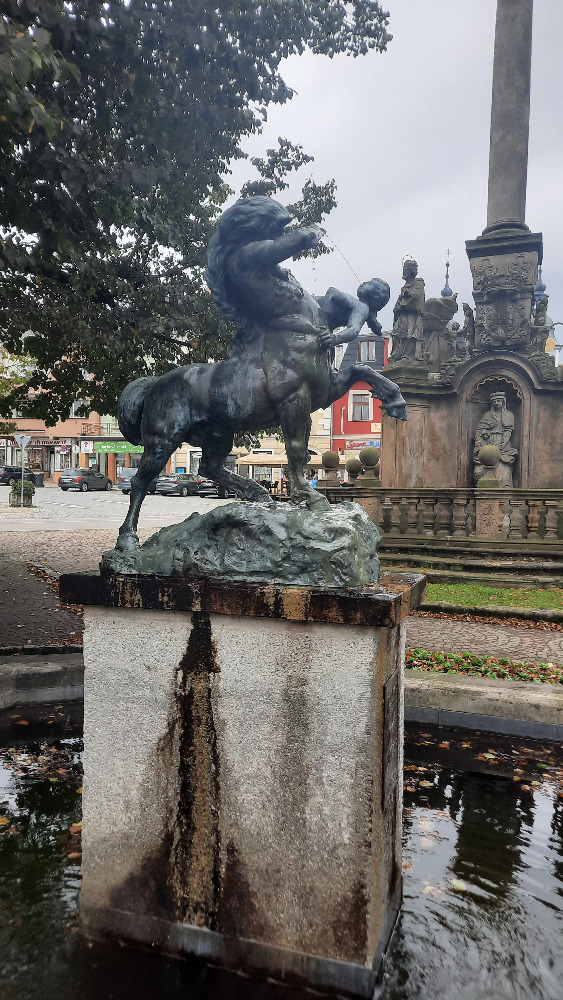
Kašna se sousoším Kentaura a Nymfy na Masarykovo náměstí v Žamberku
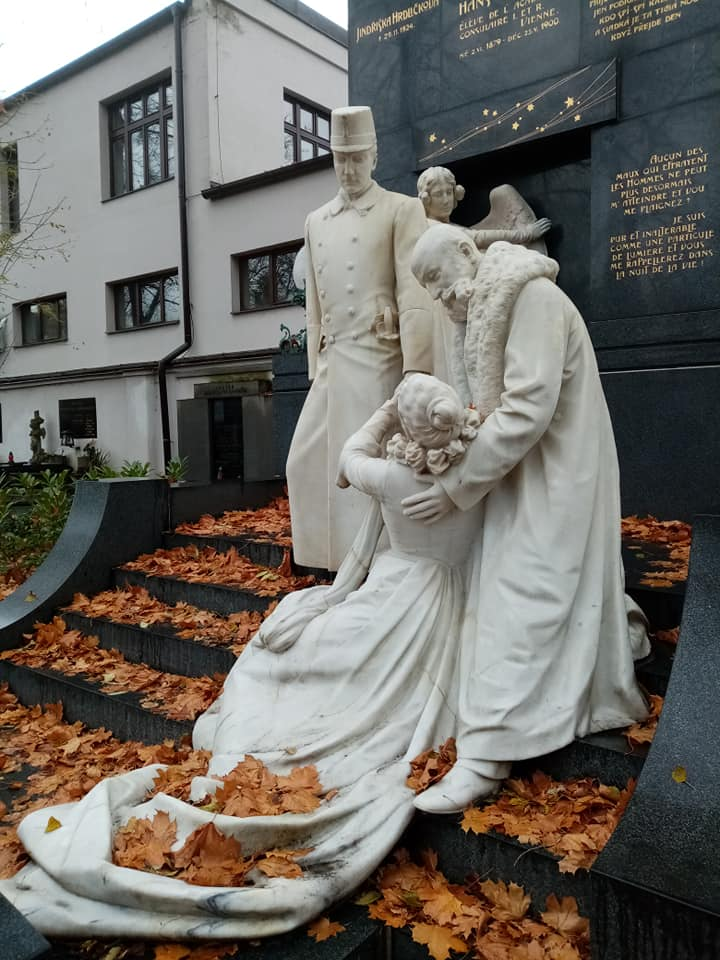
Pomník rodiny Hrdličkovy na Olšanských hřbitovech v Praze
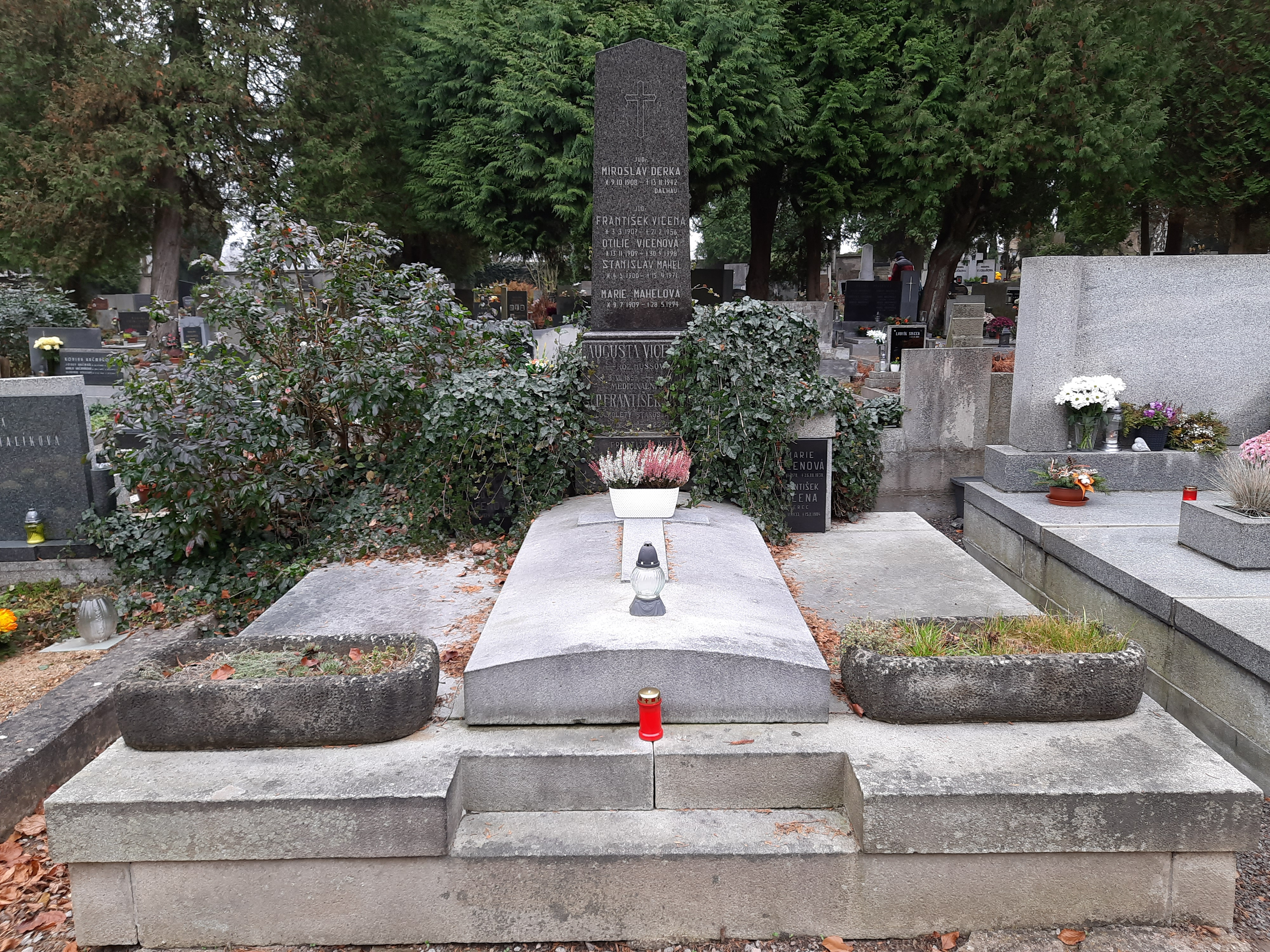
Hrobka rodiny Františka Rouse na Městském hřbitově v Ústí nad Orlicí